# Reazione di Herz
La reazione di Herz, dal nome del chimico Richard Herz, è la conversione chimica di un derivato dell'anilina (1) in un cosiddetto sale di Herz (2) con dicloruro di zolfo, seguita dall'idrolisi di questo sale di Herz (2) nel corrispondente tiolato di sodio (3):

## Applicazioni

### Benzotiadiazoli
I sali di Herz si idrolizzano per dare amminotiofenoli, che sono adatti alla diazotizzazione, dando benzotiadiazoli.

### Benzotiazoli
Il tiolato di sodio può essere convertito in un mercaptide di zinco intermedio con solfato di zinco, seguito dalla reazione del mercaptide con, ad esempio, cloruro di benzoile, formando un 1,3-benzotiazolo.

### Coloranti
L'anilina (5) viene convertita nel composto 6, in tre passaggi;
1. conversione in un orto-amminotiolo attraverso la reazione di Herz (anilina (5) e dicloruro di dizolfo), seguita da
2. conversione in un orto-amminoariltioglicolacido e
3. conversione della funzione amminica aromatica in nitrile tramite la reazione di Sandmeyer.

In un'ultima fase il nitrile viene idrolizzato ottenendo 6. Questo composto viene convertito in 7 tramite una reazione di chiusura dell'anello e decarbossilazione.
Il composto (tioindossile, 7) è un importante intermedio nella sintesi organica di alcuni coloranti. La condensazione con acenaftochinone dà 8, un colorante, mentre la condensazione di 7 con isatina dà come risultato il colorante tioindaco 9.